# Theban Mapping Project
El Theban Mapping Project (en català Projecte de Cartografia de Tebes) és un projecte de recerca creat el 1978 per l'egiptòleg Kent Weeks de la Universitat de Califòrnia, Berkeley. El 1985, es va traslladar a la Universitat Americana del Caire, on segueix estant-hi. L'objectiu inicial del projecte era crear un mapa arqueològic de la vall dels Reis, i que es publiqués com a Atles de la Vall dels Reis el 2000. Ara també es pot trobar en línia a www.Thebanmappingproject.com, on s'actualitza anualment. Des del 2001, el projecte també ha desenvolupat un pla de gestió (finançat pel Fons Mundial de Monuments) per a la Vall dels Reis